# Olene dalbergiae
Olene dalbergiae är en fjärilsart som beskrevs av Moore 1888. Olene dalbergiae ingår i släktet Olene och familjen tofsspinnare. Inga underarter finns listade i Catalogue of Life.